# Paweł Woldan
Paweł Stanisław Woldan (ur. 20 czerwca 1956 w Piotrkowie Trybunalskim) – polski scenarzysta i reżyser filmowy.

## Życiorys
Ukończył studia na Wydziale Ekonomiczno-Socjologicznym Uniwersytetu Łódzkiego w 1980 roku. W latach 1979–1981 studiował filozofię na Uniwersytecie Łódzkim. W 1984 roku ukończył reżyserię na Wydziale Radia i Telewizji Uniwersytetu Śląskiego w Katowicach. W czasie studiów zrealizował cztery etiudy szkolne, których opiekunem artystycznym był Krzysztof Kieślowski.
Jest autorem ponad 80 filmów dokumentalnych. Zrealizował 5 filmów dla Wytwórni Filmów Oświatowych oraz jeden dla Studia Filmowego im. Irzykowskiego. Od 1989 roku współpracuje z Telewizją Polską, dla której wyreżyserował ok. 50 filmów dokumentalnych, m.in. o polskich pisarzach: Adamie Mickiewiczu, Jerzym Andrzejewskim, Stanisławie Dygacie, Adamie Zagajewskim, Janie Józefie Szczepańskim, Kornelu Filipowiczu, Tadeuszu Nowakowskim, Marku Nowakowskim, Włodzimierzu Odojewskim, Jerzym Ficowskim, Bolesławie Prusie. Nakręcił także filmy poświęcone postaciom księży (m.in. o kard. Stefanie Wyszyńskim, kard. Auguście Hlondzie, ks. Jerzym Popiełuszce, o. Ludwiku Wiśniewskim, o. Janie Górze, ks. Januszu Pasierbie). Bohaterami jego filmów stali się także: Karolina Lanckorońska, prof. Stanisław Swianiewicz, prof. Stefan Swieżawski, Marek Skwarnicki. Jest również autorem 10 teatrów telewizyjnych (m.in. Misterium św. Wojciecha, Zdrada, Alek, Góra Góry, Prymas w Komańczy, Złodziej w sutannie, Wierność).

## Filmografia

### Etiudy
- Odnowa – film dok. 18 min. 1981 r.
- Miesiąc Matki Boskiej – etiuda fab. 25 min. 1982 r.
- Lekcja tańca – etiuda Tv. 40 min. 1983 r.
- Zwierzenia Antoniego P. – film dok. 16 min. 1982 r.

### Filmy
- Edukacja – film dok. 16 min. 1984 r.
- Grupa – film dok. 16 min. 1985 r.
- Pan Szperlik – film dok. 1985 r.
- Artysta – film dok. 16 min. 1986 r.
- Szansa dla dziewcząt – film dok. 18 min. 1987 r.
- Redaktor – Jerzy Turowicz – film dok. 45 min. 1989 r. IFAGE (Niemcy)
- Warcin – film dok. 50 min 1990 r. Suddeutsche Rundfunk (Niemcy)
- Hieronimus z Łodzi – Karl Dedecius – film dok. 42 min. 1990 r.
- Emigrant – Tadeusz Nowakowski – film dok., 30 min. 1990 r.
- Droga – film dok., 50 min. 1991 r.
- Dzięki Bogu jesteśmy – film dok. 30 min. 1991 r.
- Teos – film dok., 30 min. 1991 r.
- Wokół krzyża – film dok., 48 min, 1992 r.
- Litwo słyszę Twój głos – film dok. 42 min. 1993 r.
- Jerzy Andrzejewski – film dok. 30 min. 1993 r.
- Artysta – Jerzy Kalina – film dok. 40 min. 1993 r.
- Ułaskawiony Mieczysław Pszon – film dok., 30 min. 1993 r.
- Powidok Marek Nowakowski – film dok. 50 min. 1993 r.
- Cały ten zgiełk – film dok., 48 min. 1994 r.
- Zaproszenie – film dok., 30 min. 1994 r.
- Włodzimierz Odojewski – film dok. 45 min. 1994 r.
- Powidok – Marek Nowakowski – film dok. 50 min. 1994 r.
- Oskar Schindler – film dok. 30 min. 1994 r.
- Duduś – Adam Pawlikowski – film dok. 48 min. 1995 r.
- Kornel Filipowicz – film dok. 47 min. 1995 r.
- 50 lat Tygodnika Powszechnego – film dok. 50 min., 1995 r.
- Kłopoty z istnieniem Henryka Elzenberga – film dok. 45 min. 1995 r.
- Jan Strzelecki – film dok., 50 min. 1996 r.
- Chłopiec z Disneylandu – film dok. 48 min. 1996 r.
- Zawód pisarz. Jan Józef Szczepański – film dok. 42 min. 1996 r.
- Z poezją w Wilnie – film dok. 28 min 1996 r.
- Światło w ciemności – film dok. 30 min. 1996 r.
- Jan Józef Lipski – film dok. 42 min. 1996 r.
- Powrót – film dok. 30 min. 1996 r.
- Michał Heller – prawda o komunizmie – film dok. 50 min 1996 r.
- Prałat z Mejszagoly – film dok. 40 min. 1996 r.
- Zaproszenie na rue Surcouf – film dok. 45 min. 1996 r.
- Solidarność i samotność Adama Zagajewskiego – film dok. 48 min. 1997 r.
- Zbyt wielkie serce – film dok. 50 min. 1997 r.
- Powrót księcia – film dok. 29 min. 1998 r.
- Chleba naszego powszedniego – film dok. 25 min. 1998 r.
- Obywatele – film dok. 20 min. 1998 r.
- Stan pamięci – film dok. 20 min. 1998 r.
- Wycieczka – film dok. 50 min. 1998 r.
- Marcowa prasa – Łódź 1968 – film dok. 45 min 1998 r.
- Dominikanin – film dok. 48 min. 1998 r.
- Turnus – film dok. 30 min. 1999 r.
- Polski Rzym, polski Watykan – film dok. 50 min. 1999 r.
- Kronikarz – rzecz o Bolesławie Prusie – film dok. 48 min. 1999 r.
- Kolumbowie w kolorze feldgrau – film dok. 48 min 1999 r.
- Za waszą i naszą – film dok. 48 min. 1999 r.
- Amulety i definicje – film dok. 50 min. 2000 r.
- Non possumus – Stefan Wyszyński cz. 1 – film dok. 49 min. 2000 r.
- Non possumus – Stefan Kardynał Wyszyński cz. 2 – film dok. 48 min. 2000 r.
- Pasterz – kardynał Kazimierz Świątek – film dok. 52 min. 2001 r.
- Świadectwo drogi – film dok. 52 min. 2002 r.
- Historia Tamary i Svena – film dok. 40 min. 2002 r.
- Kapłan z Suchedniowa – film dok. 50 min. 2002 r.
- Jestem gotowy na wszystko – film dok. 40 min. 2002 r.
- Ja, papież – film dok. 48 min. 2002 r.
- Uwięziony prymas – film dok. 50 min. 2003 r.
- August Hlond – film dok. 60 min, 2003 r.
- Portret damy. Karolina Lanckorońska – film dok. 50 min., 2004 r.
- Habemus papam – film dok. 48 min. 2004 r.
- Ojciec Jan Góra – film dok. 50 min. 2005 r.
- Ostatni świadek – film dok. 56 min., 2005 r.
- Papieski reporter – film dok. 2005 r.
- 80 lat PEN Club – film dok. 20 min. 2006 r.
- Trwajcie mocni w wierze – pielgrzymka Benedykta XVI do Polski – film dok. 50 min. 2006 r.
- Fundacja Jana Pawła II – film dok. 30 min. 2006 r.
- Stefan Swieżawski – film dok. 27 dziesięciominutowych odcinków, 2006 r.
- W trosce o polską emigrację – ks. Ignacy Posadzy – film dok. 50 min. 2006 r.
- Jan Paweł II i Prymas Stefan Kardynał Wyszyński – film dok. 50 min. 2007 r.
- Ojciec Stanisław Papczyński – film dok. 30 min. 2007 r.
- Sztuka stanu wojennego – cz. 1. Literatura, cz. 2. Plastycy, cz. 3. Muzycy, cz. 4 Aktorzy – film dok. 120 min. 2007 r.
- Prymas z Mysłowic – film dok. 50 min. 2009 r.
- Tutaj zawsze byliśmy wolni – film dok. 50 min. 2009 r.
- Serce Śląska – film dok. 56 min. 2010 r.
- Prorok – ks. Jan Zieja – film dok. 52 min. 2011 r.
- Fotograf Solidarności – film dok. 57 min. 2015 r.
- Senator – film dok. 58 min. 2017 r.

### Teatry
- Zdrada – teatr TV 45 min. 1997 r.
- Misterium św. Wojciecha – teatr TV 40 min. 1998 r.
- Alek – teatr TV 50 min. 1998 r.
- Góra Góry – teatr TV, 2007
- Prymas w Komańczy – teatr TV, 2010
- Złodziej w sutannie – teatr TV, 2008
- Wierność – teatr TV, 2010
- Totus Tuus – teatr TV, 2016
- Brat Naszego Boga – teatr TV, 2017
- Prymas Hlond – teatr TV, 2018
- Powołanie – teatr TV, 2020

## Ordery i odznaczenia
- Krzyż Oficerski Orderu Odrodzenia Polski (21 października 2016)[1][2]
- Brązowy Medal „Zasłużony Kulturze Gloria Artis” (12 czerwca 2019)[3]

## Nagrody i wyróżnienia
- Nagroda Kinematografii za najwybitniejsze osiągnięcia programowe w dziedzinie filmu za rok 1985 w kategorii filmu krótkometrażowego - za film Pan Szperlik (1986)
- „Syrena Warszawska” nagroda jury Klubu Krytyki Filmowej SD PRL na XXVI OFFK w Krakowie za film Pan Szperlik (1986)
- I nagroda (ex aequo z Andrzejem Czarneckim) w kategorii filmów i widowisk telewizyjnych na III Ogólnopolskim Przeglądzie „Młode kino polskie” w Gdańsku za filmy Pan Szperlik i Grupa (1986)
- Nagroda Ministra ds. Młodzieży i Sportu za filmy dokumentalne (1987)
- Nagroda Główna IX Festiwalu Filmów Społeczno-Politycznych Łódź 1986 za film Pan Szperlik (1987)
- Nagroda im. Stanisława Wyspiańskiego w uznaniu konsekwentnego podejmowania problematyki społecznej w filmie dokumentalnym, a szczególnie za reżyserię filmów Edukacja, Grupa, Pan Szperlik (1987)
- Grand Prix VII Festiwalu Filmów Katolickich w Niepokalanowie za film Droga (1992)
- Grand Prix za film August Kardynał Hlond oraz II nagroda (ex aequo z K. Wojciechowskim i Ewą Piętą) w kat. filmów dokumentalnych za film Kapłan z Suchedniowa na XIX Międzynarodowym Katolickim Festiwalu Filmów i Multimediów w Niepokalanowie (2004)
- Platynowy Opornik na Festiwalu Niepokorni, Niezłomni, Wyklęci w Gdyni za całokształt twórczości (2017)
- Grand Prix 7. Zamojskiego Festiwalu Filmowego „Spotkania z historią” – za szczególne zasługi dla polskiej kinematografii historycznej (2019)
- Statuetka Husarza - nagroda Towarzystwa Patriotycznego „Żeby Polska była Polską” (2022)[4]
- Jantar 85 na Koszalińskich Spotkaniach Filmowych
- „Brązowy Tancerz” na Międzynarodowym Festiwalu Filmów Krótkometrażowych w Huesca, Hiszpania

Źródło:.